# Erysimum rhaeticum
Erysimum rhaeticum är en korsblommig växtart som först beskrevs av Johann Christoph Schleicher och Jens Wilken Hornemann, och fick sitt nu gällande namn av Dc. Erysimum rhaeticum ingår i släktet kårlar, och familjen korsblommiga växter. Inga underarter finns listade i Catalogue of Life.

## Bildgalleri

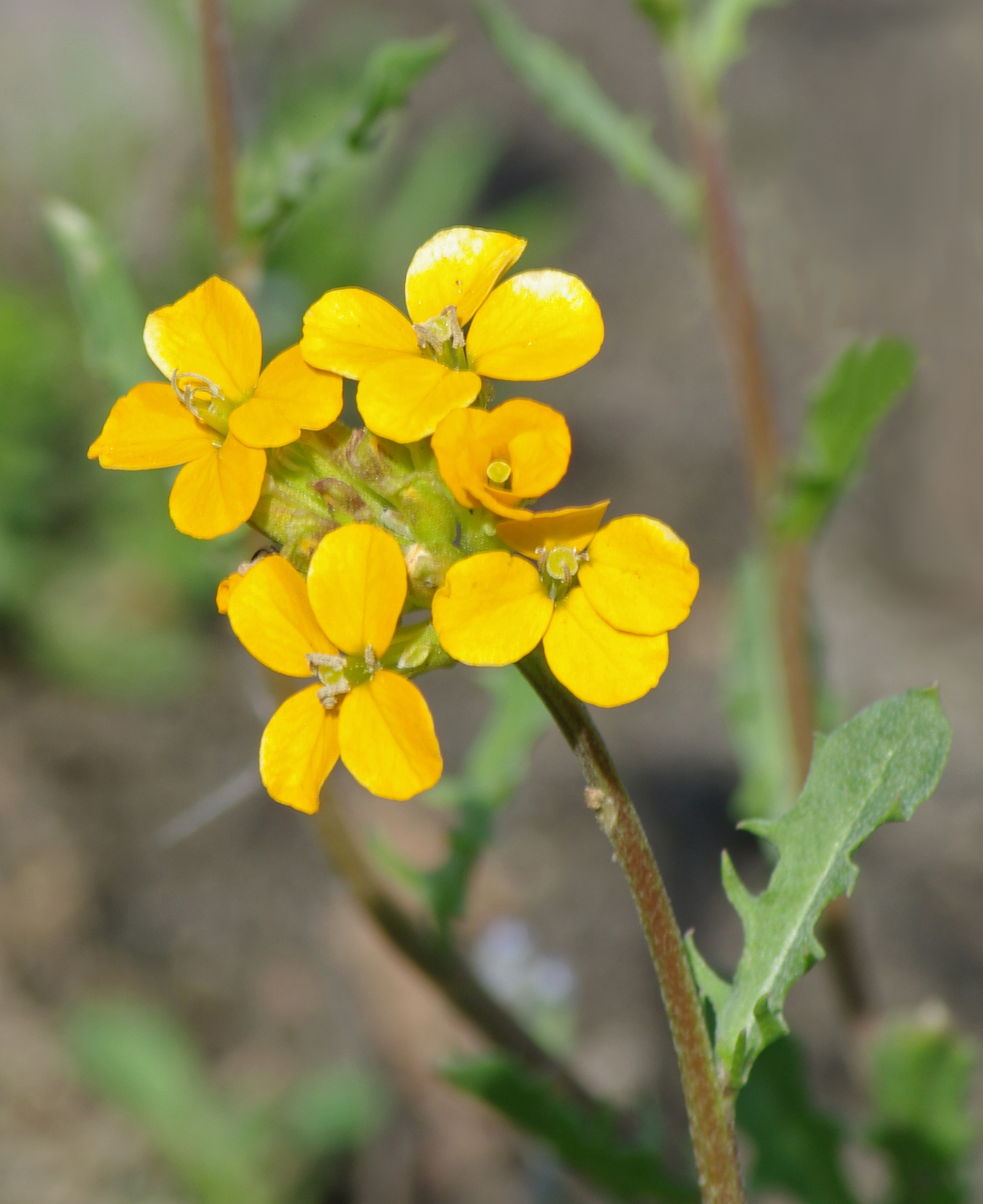
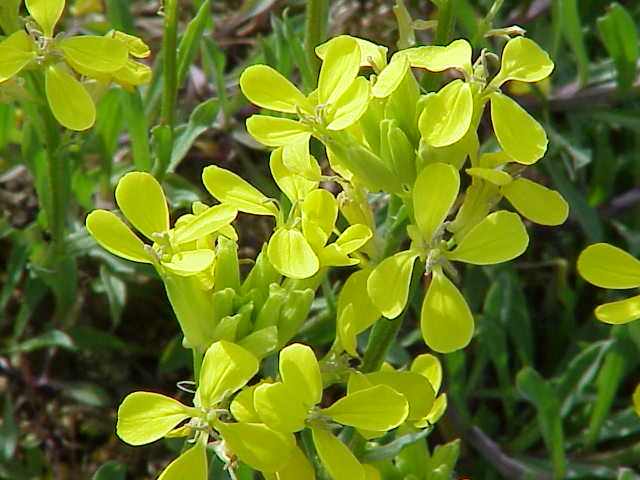
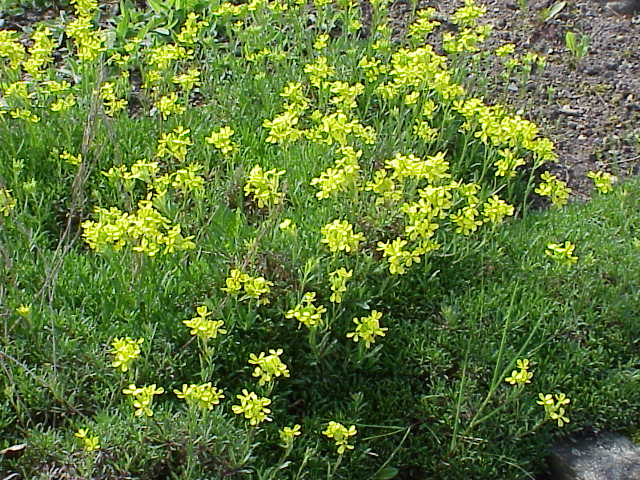
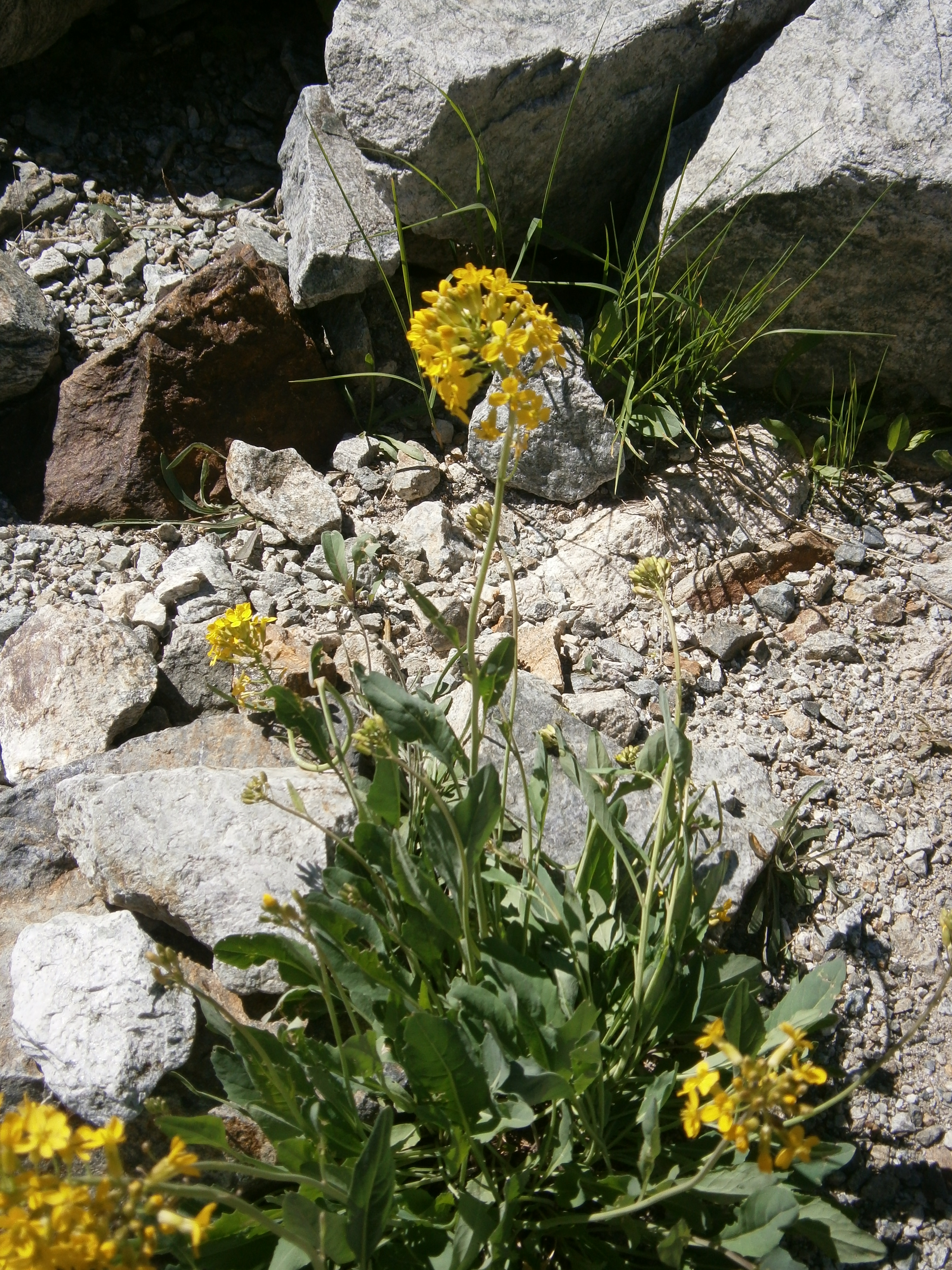
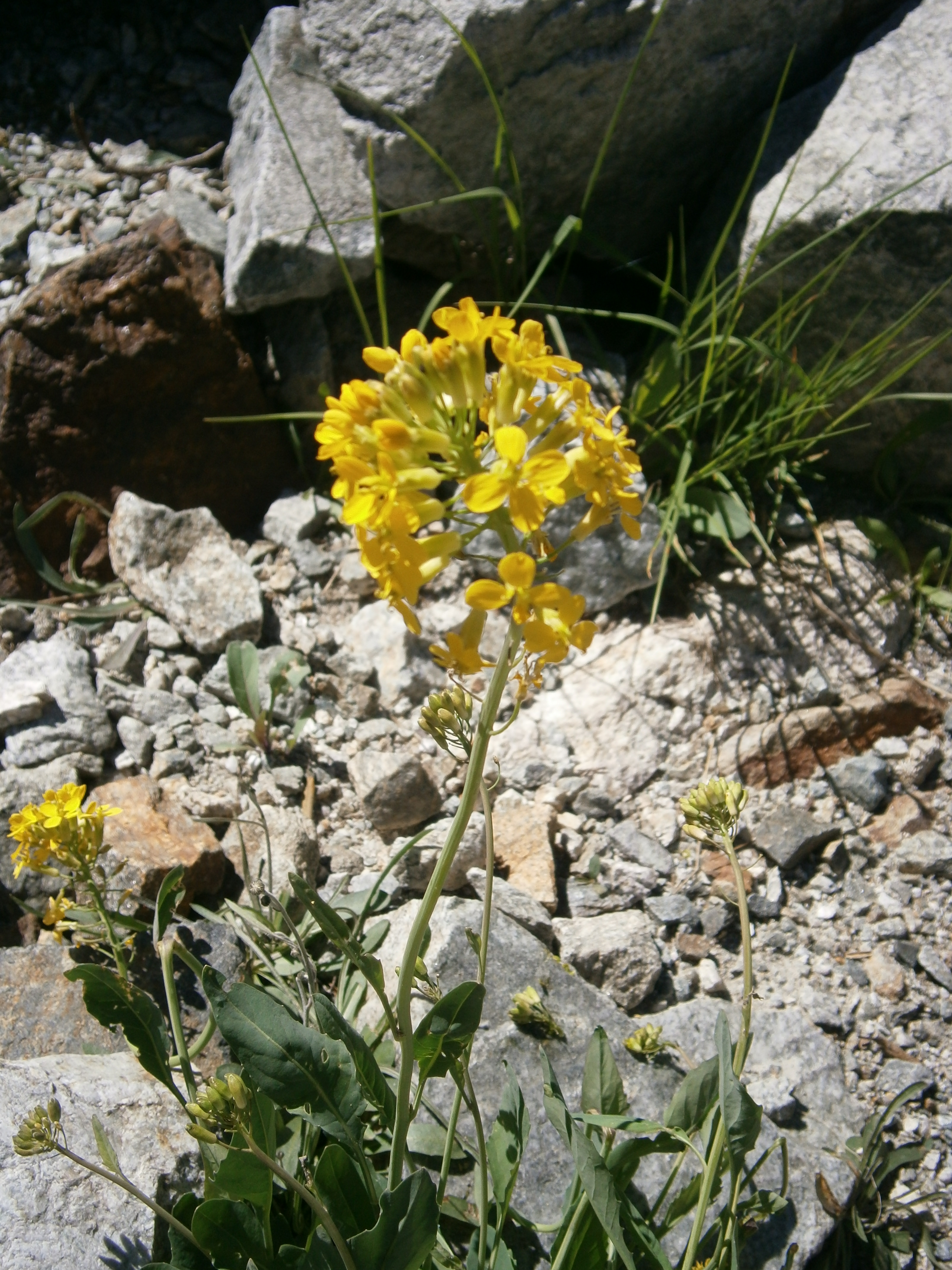
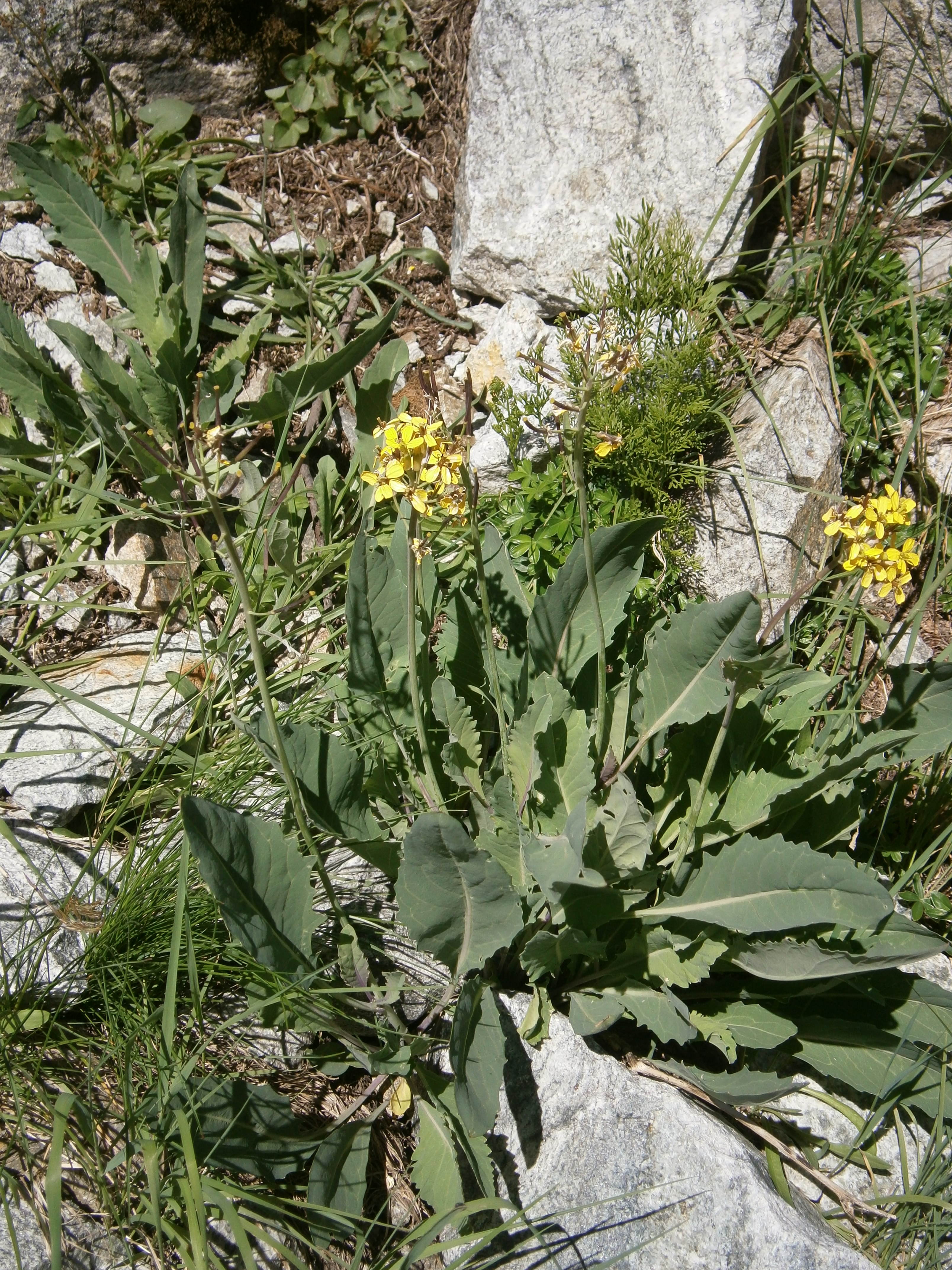